# گر ون موریک
گر ون موریک (هلندی: Ger van Mourik؛ ۴ اوت ۱۹۳۱ – ۱۹ ژانویهٔ ۲۰۱۷) یک ورزشکار اهل هلند بود.

## باشگاهی
از باشگاه‌هایی که در آن بازی کرده‌است می‌توان به آژاکس آمستردام اشاره کرد.